# We Could Be the Same
"We Could Be the Same" er en sang af det tyrkiske band maNga, som blev fremført ved Eurovision Song Contest 2010 i Oslo, og endte på en andenplads.

## Eurovision Song Contest 2010
I løbet af januar 2010 blev det rapporteret, at maNga havde brugt en intens periode på forberedelsen til Eurovision. I februar 2010 fremlagte maNga tre sange til TRT. Blandt dem skulle udpeges en sang til Eurovision. Alle sangene var på engelsk. Sangen blev præsenteret af TRT den 3. marts, udvalgt fra de tre indsendte bidrag, og her valgte man altså "We Could Be the Same".
Ved Eurovision Song Contest 2010 gik sangen videre fra første semifinale, og endte på en andenplads med 170 point i finalen.
| Musik | Spire Denne musikartikel er en spire som bør udbygges. Du er velkommen til at hjælpe Wikipedia ved at udvide den. |